# Com'on! Be My Girl!
『Com'on! Be My Girl!』（カモン ビー マイ ガール）は、日本のアイドルグループDA PUMPの11枚目のシングルである。2000年5月17日発売。発売元はavex tune。

## 概要
- 前作から3ヶ月ぶりとなるシングル。
- ラップ部分の伴奏にはジョルジュ・ビゼーの『アルルの女』の「ファランドール」の冒頭部分が採用されている。
- PVは恵比寿にあるクラブで撮影された。
- 2000年5月13日COUNT DOWN TVに出演。
- 2000年6月5日HEY!HEY!HEY! MUSIC CHAMPに出演。
- 2000年8月5日ポップジャムに出演。

## 収録曲
1. Com'on! Be My Girl!(3:47)
作詞：m.c.A・T、作曲・編曲：富樫明生
2. One and Only(4:22)
作詞：m.c.A・T、作曲・編曲：富樫明生
3. Sweet Thang(4:54)
作詞：m.c.A・T、作曲・編曲：富樫明生
4. Com'on! Be My Girl! (original karaoke)(3:47)
5. One and Only (original karaoke)(4:22)
6. Sweet Thang (original karaoke)(4:54)

## 収録アルバム

### Com'on! Be My Girl!
- オリジナル『BEAT BALL』（2000年7月19日）
- ベスト『Da Best of Da Pump』（2001年2月28日）
- リミックス『Da Best Remix of Da Pump』（2001年8月29日）
※D-Z Sand Storm Entrance Mix
- ベスト『THANX!!!!!!! Neo Best of DA PUMP』（2018年12月12日）

### One and Only
- オリジナル『BEAT BALL』（2000年7月19日）
※album version

## タイアップ
- Com'on! Be My Girl!：シャープ「MD-J」CMソング
- One and Only：ブルボン「プチポテト・プチえんどう」CMソング
- Sweet Thang：シャープ「Zaurus」CMソング